# Сто рублів («кримська» банкнота)

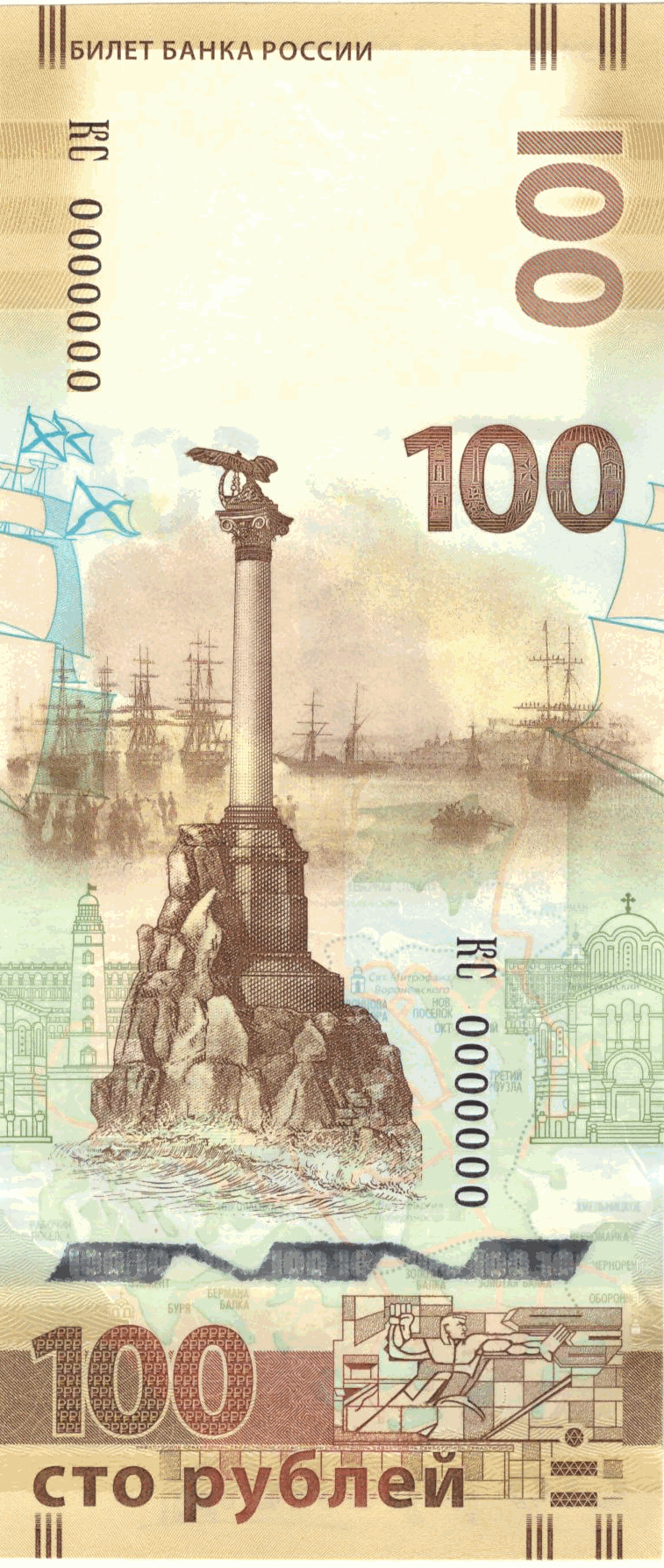
Аверс банкноти

100 рублів - пам'ятна банкнота Російської Федерації, присвячена тимчасово аннексованому українському місту Севастополю та Автономній Республіці Крим. Випущена Банком Росії 23 грудня 2015 року. Загальний тираж банкноти становив 20 млн екземплярів. Вона стала другою російською вертикально-орієнтованою банкнотою, перша була присвячена XXII Олімпійським та XI Паралімпійським зимовим іграм 2014 року в Сочі.
Україна заборонила обмінювати цю банкноту в українських банках через зображення окупованого Криму. 